# Gustaf Geijerstam
Gustaf Geijerstam (ur. 5 stycznia 1858 w Jönsarbo, zm. 6 marca 1909 w Sztokholmie) – szwedzki pisarz.
Był związany z ruchem literackim Młoda Szwecja, pisał utwory inspirowane filozofią i estetyką krytycznego realizmu i naturalizmu, m.in. tendencyjne powieści społeczne Erik Grane (1885), Pastor Hallin (1887) i opowiadania o wiejskiej tematyce Fattigt folk (Ubogi lud). W późniejszych jego powieściach, m.in. Medusas huvud (Głowa meduzy 1895), do głosu doszły tendencje indywidualistyczne. W 1900 wydał powieść psychologiczną i symboliczną Boken on lillebror (Książka o braciszku), napisał również wiele komedii.